# Atlas-Able

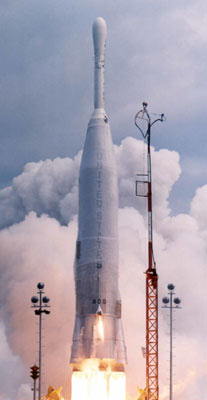
Um Atlas-Able.

O Atlas-Able, foi um foguete de origem Norte americana.Classificado como veículo de lançamento espacial, com cerca de 29,7 metros de comprimento, tendo seu primeiro lançamento no dia 26 de novembro de 1959 e o último em 15 de dezembro de 1960 ,lançamentos a partir do cabo canaveral
Originalmente projetado e construido pela Divisão Convair da General Dynamics em San Diego, na Califórnia.
O Atlas-Able era um foguete de quatro estágios que utilizava o míssil Atlas D como seu primeiro estágio. Os estágios superiores, conhecidos como Able, foram modificados a partir do programa de foguetes Vanguard. O segundo estágio era equipado com um motor Aerojet que gerava um empuxo de 7.500 libras, enquanto o terceiro estágio contava com um motor Altair, com um empuxo de 3.000 libras. O quarto estágio, que era um motor de injeção, estava ligado à carga útil e proporcionava um empuxo de aproximadamente 450 libras. O Atlas-Able foi projetado para levar uma carga útil de 1.500 libras para a órbita baixa da Terra, 500 libras para um impacto na Lua ou 300 libras para uma trajetória de escape da Terra. Este modelo de foguete, de curta duração, foi descontinuado em 1960, após três tentativas frustradas de lançar a espaçonave Pioneer em direção à Lua. 
1. ↑  «ATLAS-ABLE FACT SHEET | Spaceline» (em inglês). Consultado em 16 de setembro de 2024